# Michael von Kast
Michael Freiherr von Kast (* 15. Oktober 1859 in Nedelischt, Böhmen; † 29. Juli 1932 in Ebelsberg) war ein österreichischer Gutsbesitzer und Politiker.
Michael von Kast studierte an der Universität Graz und trat 1884 bei der Statthalterei Linz in den Staatsdienst. Er war Verwalter und nach dem Tod des Vaters 1895 Besitzer der Familiengüter in Sierning und Ebelsberg. Er war 1895 Mitglied des Landesausschusses und ab 1897 Landtagsabgeordneter, 1897/98 war er Landeshauptmann von Oberösterreich. Von 1897 bis 1899 war er Ackerbauminister Cisleithaniens im Kabinett Thun.